# گانرزبوری
longitudeگانرزبوریlatitudeگانرزبوری
گانرزبوری (به انگلیسی: Gunnersbury) یک ناحیه در لندن است که در منطقه هانزلو لندن واقع شده‌است.

## ترابری

### ایستگاه‌های متروی نزدیک
- ایستگاه متروی آکتون تاون
- ایستگاه گانرزبوری

### ایستگاه‌های راه‌آهن نزدیک
- ایستگاه گانرزبوری
- ایستگاه راه‌آهن آکتون جنوبی

## نگارخانه

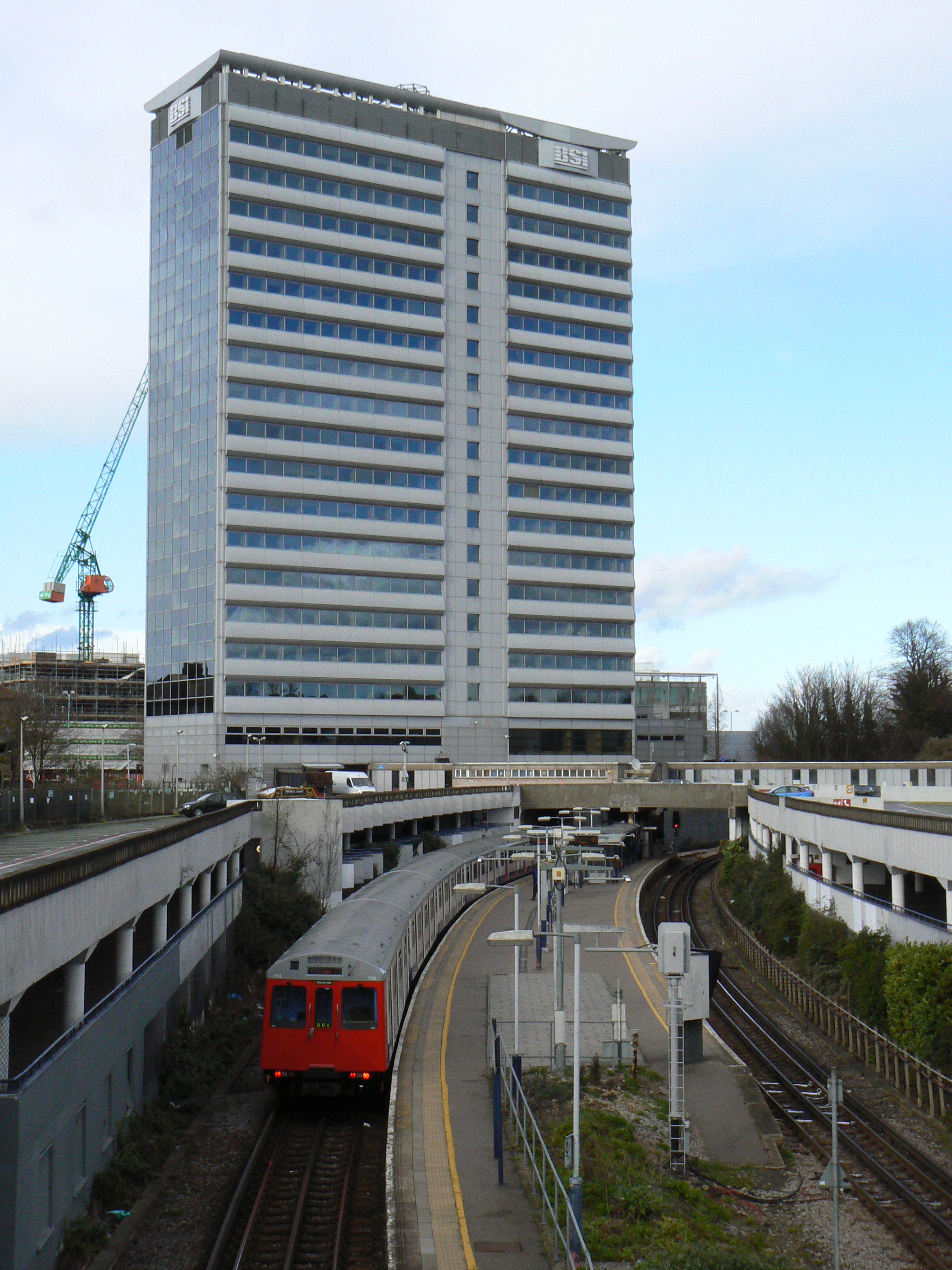
BSI building over ایستگاه گانرزبوری
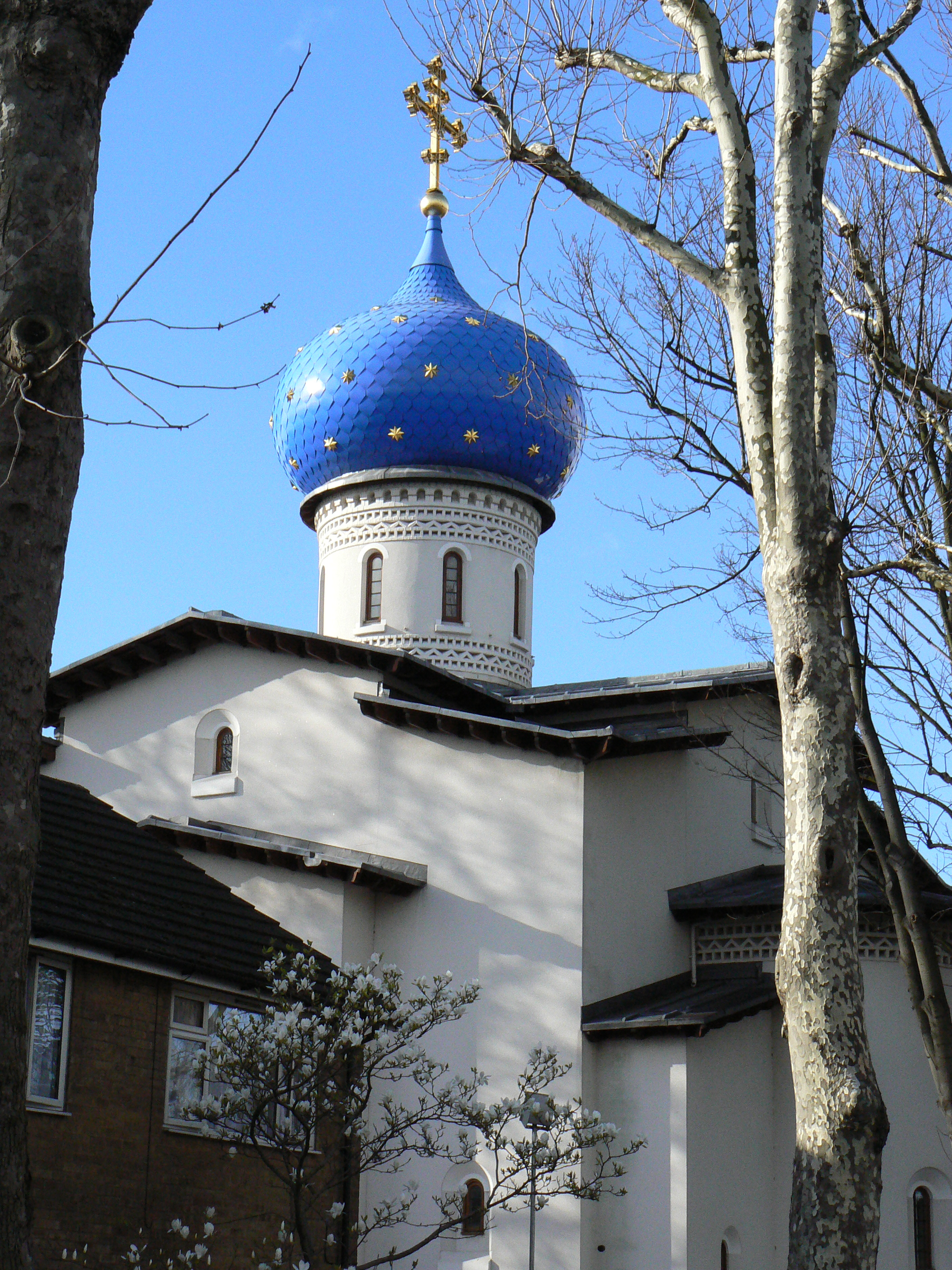
Russian Orthodox Church Abroad, Harvard Road, Gunnersbury
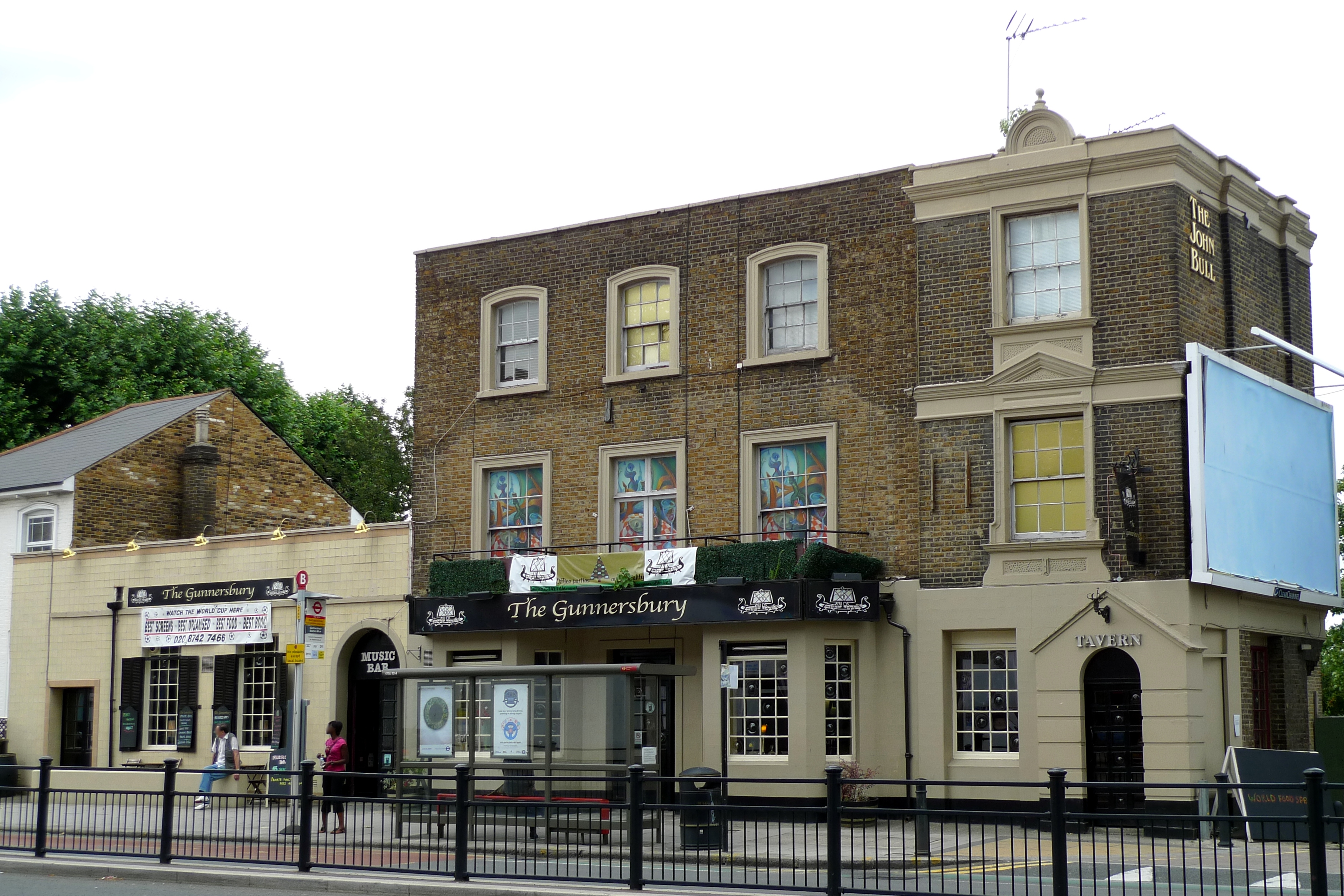
The Gunnersbury pub
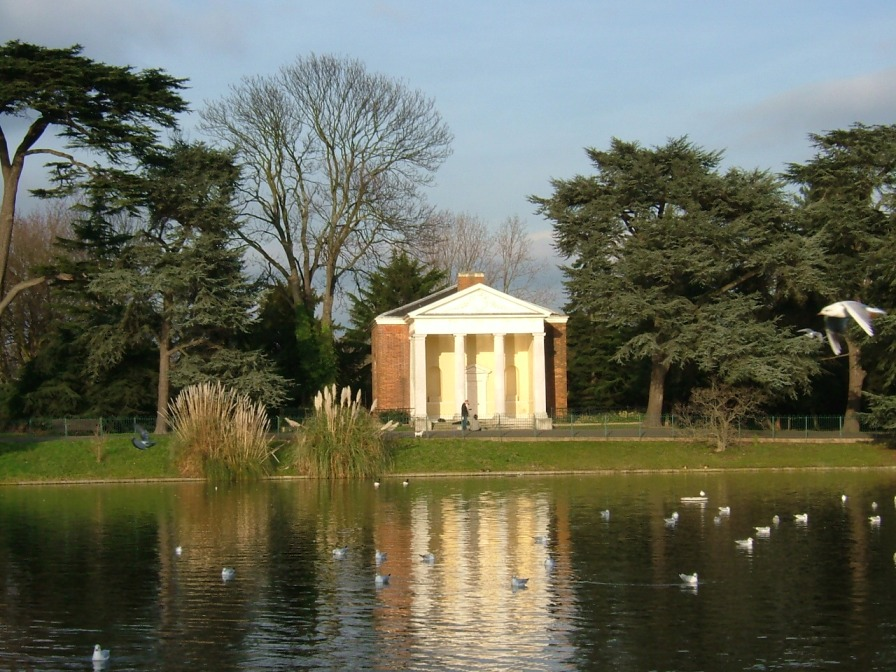
18th-century temple at Gunnersbury